# Vangueria proschii
Vangueria proschii là một loài thực vật có hoa trong họ Thiến thảo. Loài này được Briq. miêu tả khoa học đầu tiên năm 1903.